# Hans Leip
Hans Leip, également connu sous le pseudonyme Li-Sahn Pe, né le 22 septembre 1893 à Hambourg et mort le 6 juin 1983 à Fruthwilen (de), est un écrivain allemand.

## Biographie
Hans Leip est l'auteur des paroles de la chanson Lili Marleen, créée par Lale Andersen en 1938, dont les paroles sont l'adaptation musicale de son poème Lied eines jungen Wachpostens (en français « Chanson d'une jeune sentinelle ») qu'il écrivit, alors affecté comme élève-officier à Berlin (mesurant deux mètres, il est affecté à la Garde impériale) à la caserne des Coccinelles, avant son départ pour le front russe en avril 1915. Tombé d'un pont avec une vertèbre cassée, il est démobilisé en décembre 1915 mais ne publie son poème qu'en 1937, pratiquant entre-temps des arts de distraction (poésie et littérature populaire). Il écrit la biographie du boxeur Max Schmeling.